# Kalipang (Sarang)
Kalipang is een bestuurslaag in het regentschap Rembang van de provincie Midden-Java, Indonesië. Kalipang telt 4339 inwoners (volkstelling 2010).